# Князев, Александр Викторович
Князев, Александр Викторович (род. 30 сентября 1961) — российский специалист в области теории графов и конечных автоматов, доктор физико-математических наук (2002), генеральный директор Института точной механики и вычислительной техники имени С. А. Лебедева (ИТМиВТ) Российской академии наук (с 2009 г. по н.в.), профессор (2007) и зав. базовой каф. МФТИ в ИТМиВТ.

## Научная биография
С 1978 по 1983 г. учился в МГУ им. Ломоносова и закончил его по кафедре дискретной математики.
С  1986 по 1989 г. по той же кафедре закончил аспирантуру и в 1990 г. защитил диссертацию на соискание учёной степени кандидата физико-математических наук.
Диссертация на соискание учёной степени доктора физико-математических наук по теме «Оценки экстремальных значений основных метрических характеристик псевдосимметрических графов» (спец. 01.01.09) защищена в 2002 г.[1] в ВЦ РАН где и работал эти годы.
С 2003 по 2008 гг. работал в Институте точной механики и вычислительной техники начальником отделения, заместителем директора по научной работе, деятельно участвовал в текущих разработках Института.
В 2008—2009 гг. являлся заведующим отделом эффективных алгоритмов в ВЦ РАН.
В 2009 году назначен генеральным директором ОАО «Институт точной механики и вычислительной техники им. С. А. Лебедева Российской академии наук».

## Преподавательская деятельность
С 2003 по 2008 г. принимал деятельное участие в работе базовой кафедры МФТИ в ИТМиВТ.
В 2007 году присвоено учёное звание профессора.
В настоящее время в дополнение к основным обязанностям также является заведующим базовой кафедрой ЭВМ ФРТК МФТИ в ИТМиВТ.
Научный руководитель четырёх диссертантов.